# Music Sounds Better Remixed
Music Sounds Better Remixed är en EP av Acid House Kings, utgiven digitalt 2011 på Labrador. Skivan innehåller sex olika remixer av låten "Would You Say Stop?", som i original återfinns på albumet Music Sounds Better with You (2011).

## Låtlista
| Nr | Titel                                           | Längd |
| -- | ----------------------------------------------- | ----- |
| 1. | Would You Say Stop? (Invisible Twin Remix)      |       |
| 2. | Would You Say Stop? (Perfect Nines Mix)         |       |
| 3. | Would You Say Stop? (Water Junk Remix)          |       |
| 4. | Would You Say Stop? (Bossa Nova Lounge Version) |       |
| 5. | Would You Say Stop? (Dave DaG Remix)            |       |
| 6. | Would You Say Stop? (Sunny Intervals Mix)       |       |

### Fotnoter
1. ↑  ”Acid House Kings”. Labrador. Arkiverad från originalet den 25 februari 2012. https://web.archive.org/web/20120225231101/http://www.labrador.se/releases/ahk.php3. Läst 2 mars 2012.